# Сабанс-Яр
Саба́нс-Яр (Сабансы Яр либо же Сабан сөяр) — бывшее татарское село, вошедшее в состав города Астрахани (Советский район).

## География
Село находится на правом берегу ерика Царёв в южной части Советского района города напротив бывшего села Семиковка, также вошедшего в городскую черту. Расстояние до центра города составляет около 6 километров по прямой и 8 километров по автодорогам.

## Инфраструктура
Застройка Сабанс-Яра представлена несколькими малоэтажными многоквартирными домами и частным сектором. В центральной части бывшего села расположен главный корпус Астраханского агротехнического колледжа.
Памятник: Колёсный трактор Универсал
Мечеть, кладбище

## Транспорт
Остановка наземного транспорта «Сабанс-Яр».